# Chimarra australis
Chimarra australis là một loài Trichoptera trong họ Philopotamidae. Chúng phân bố ở miền Australasia.